# Richard Addinsell
Richard Addinsell (Oxford, 13 januari 1904 — Londen, 14 november 1977) was een Engelse componist, die bekendheid verwierf voor zijn filmmuziek.
Addinsell studeerde rechten aan Hertford College, Universiteit van Oxford, maar voelde meer voor muziek voor het theater. Hij studeerde korte tijd aan het Royal College of Music in Londen.
Van 1929 - 1932 studeerde hij in Europa, hoofdzakelijk in Berlijn en Wenen, waarna hij in 1933 naar de Verenigde Staten ging, waar hij filmmuziek componeerde in Hollywood.
Zijn grootste succes had hij met de muziek voor de film Dangerous Moonlight, met het Warsaw Concerto voor piano en orkest. Deze populaire compositie in de stijl van Rachmaninov wordt nog steeds in de concertzaal uitgevoerd.
Hij is in Londen overleden.

## Filmmuziek van Richard Addinsell
- Fire over England (1937)
- Gaslight (1940)
- Love on the dole (1941)
- Tom Brown's Schooldays (1950)
- Beau Brummel (1954)
- Life at the top (1965)
- The prince and the showgirl (1957)
- Walz of the Toreadors (1962)

- Bibsys: 2020037
- Biblioteca Nacional de España: XX1045564
- Bibliothèque nationale de France: cb138905931 (data)
- CiNii: DA11861579
- Gemeinsame Normdatei: 124509851
- International Standard Name Identifier: 0000 0001 0888 6457
- Library of Congress Control Number: n82153087
- Nationale Bibliotheek van Letland: 000046021
- MusicBrainz: 3d480b35-dfac-4faa-acc1-4410b74e08f7
- Bibliotheek van het Japanse parlement: 001167197
- Nationale Bibliotheek van Tsjechië: xx0011368
- Nationale bibliotheek van Australië: 35121236
- Nationale Bibliotheek van Israël: 987007590142005171
- Nederlandse Thesaurus van Auteursnamen: 073815292
- Réseau des bibliothèques de Suisse occidentale: 02-A002908495
- Istituto Centrale per il Catalogo Unico: CUBV000540
- SNAC: w67t1w7j
- Système universitaire de documentation: 081018444
- Trove: 832568
- Virtual International Authority File: 37100945
- WorldCat: E39PBJxGPYy8fYTJthFrqmHwG3